# Claudia Alfons

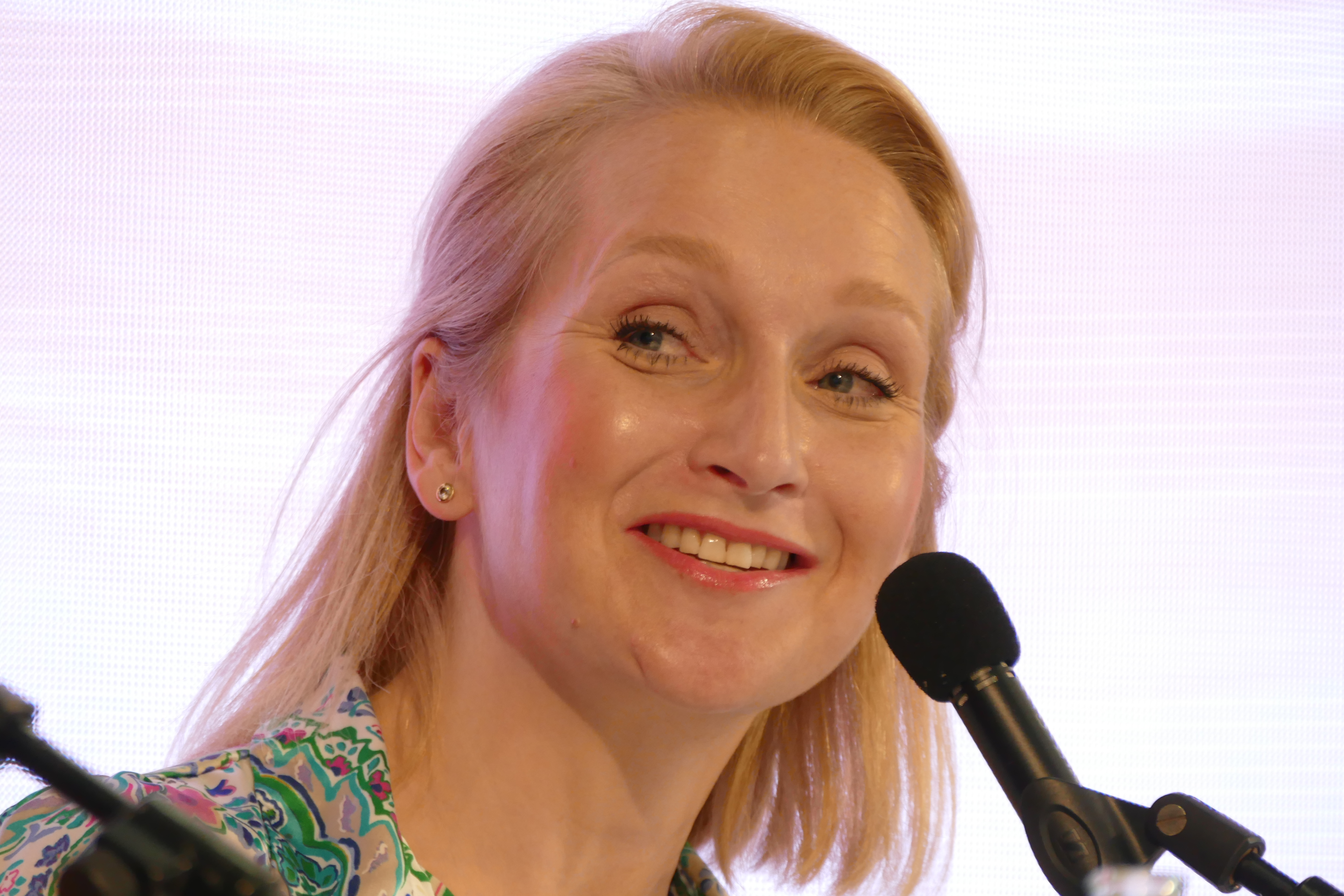
Claudia Alfons bei einem Messeauftritt 2023

Claudia Alfons (* 1983 in Friedrichshafen) ist eine deutsche Kommunalpolitikerin (parteilos). Seit 1. Mai 2020 ist sie Oberbürgermeisterin der Großen Kreisstadt Lindau (Bodensee).

## Ausbildung und beruflicher Werdegang
Nach dem Abitur 2002 nahm Alfons ein Jurastudium in Würzburg auf. Sie wechselte nach Freiburg im Breisgau, legte dort das erste Staatsexamen ab und arbeitete als wissenschaftliche Mitarbeiterin am dortigen Walter Eucken Institut. Sie machte Praktika im Deutschen Bundestag in Berlin und im deutschen Honorarkonsulat in San Antonio (USA). Sie arbeitete als wissenschaftliche Mitarbeiterin in der internationalen Wirtschaftskanzlei Freshfields (Wien) und promovierte. Danach führte sie ein Referendariat am Landgericht Düsseldorf durch und legte das 2. Staatsexamen ab. Auch bei der Europäischen Kommission in Brüssel machte sie Station. 
Danach stieg sie als Rechtsanwältin in der internationalen Wirtschaftskanzlei Taylor Wessing (München) ein. Schließlich arbeitete sie als Richterin am Amtsgericht Augsburg, als Staatsanwältin bei der Staatsanwaltschaft München II, als Referentin im Bundesministerium der Justiz und für Verbraucherschutz (Berlin) und als Richterin beim Landgericht München.

## Politische Karriere
Claudia Alfons ist parteilos. Sie stellte sich bei der Kommunalwahl in Bayern 2020 als Kandidatin der Lindau Initiative (LI), der Bürger Union (BU) und der FDP der Wahl zur Oberbürgermeisterin der Stadt Lindau (Bodensee). Sie gewann die Stichwahl gegen Mathias Hotz (CSU) mit 52,7 % der Stimmen.
Parallel dazu kandidierte sie auch für den Kreistag Lindau und ist für die FDP dort eingezogen.

## Privates
Claudia Alfons ist verheiratet und hat zwei Töchter und einen Sohn.